# Ambrugeat
Ambrugeat (Ambrujac auf Okzitanisch) ist eine französische Gemeinde mit 209 Einwohnern (Stand 1. Januar 2022) im Département Corrèze in der Region Nouvelle-Aquitaine. Die Einwohner nennen sich Ambrugeacois(es).

## Geografie
Die Gemeinde liegt im Zentralmassiv auf dem Plateau de Millevaches und somit auch im Regionalen Naturpark Millevaches en Limousin, direkt am Westufer des Lac de Sèchemailles sowie ca. sieben Kilometer südlich des Mont Bessou.
Tulle, die Präfektur des Départements, liegt ungefähr 50 Kilometer südwestlich, Égletons etwa 15 Kilometer südwestlich und Ussel rund 15 Kilometer östlich.
Nachbargemeinden von Ambrugeat sind Meymac im Norden und Osten, Davignac im Süden,  Bonnefond im Südwesten sowie Pérols-sur-Vézère im Westen.
Die Dadalouze, ein Nebenfluss der Corrèze, entspringt auf dem Gemeindegebiet von Ambrugeat.

### Verkehr
Der Ort liegt ungefähr 15 Kilometer nordwestlich der Abfahrt 23 der Autoroute A89.

## Wappen
Beschreibung: In Gold drei rote Löwen.

## Einwohnerentwicklung
| Jahr      | 1962 | 1968 | 1975 | 1982 | 1990 | 1999 | 2007 | 2018 |
| Einwohner | 235  | 270  | 204  | 192  | 184  | 219  | 208  | 209  |

## Sehenswürdigkeiten
- Kirche Saint-Salvy-Saint-Martin, ein Sakralbau aus 16. Jahrhundert mit einem beachtenswerten Altarretabel aus dem 17. und 18. Jahrhundert.[3][4]
- Mehrere Monumentalkreuze aus dem 17. Jahrhundert.[5]
- Schloss aus dem 16. bis 19. Jahrhundert,.[6]

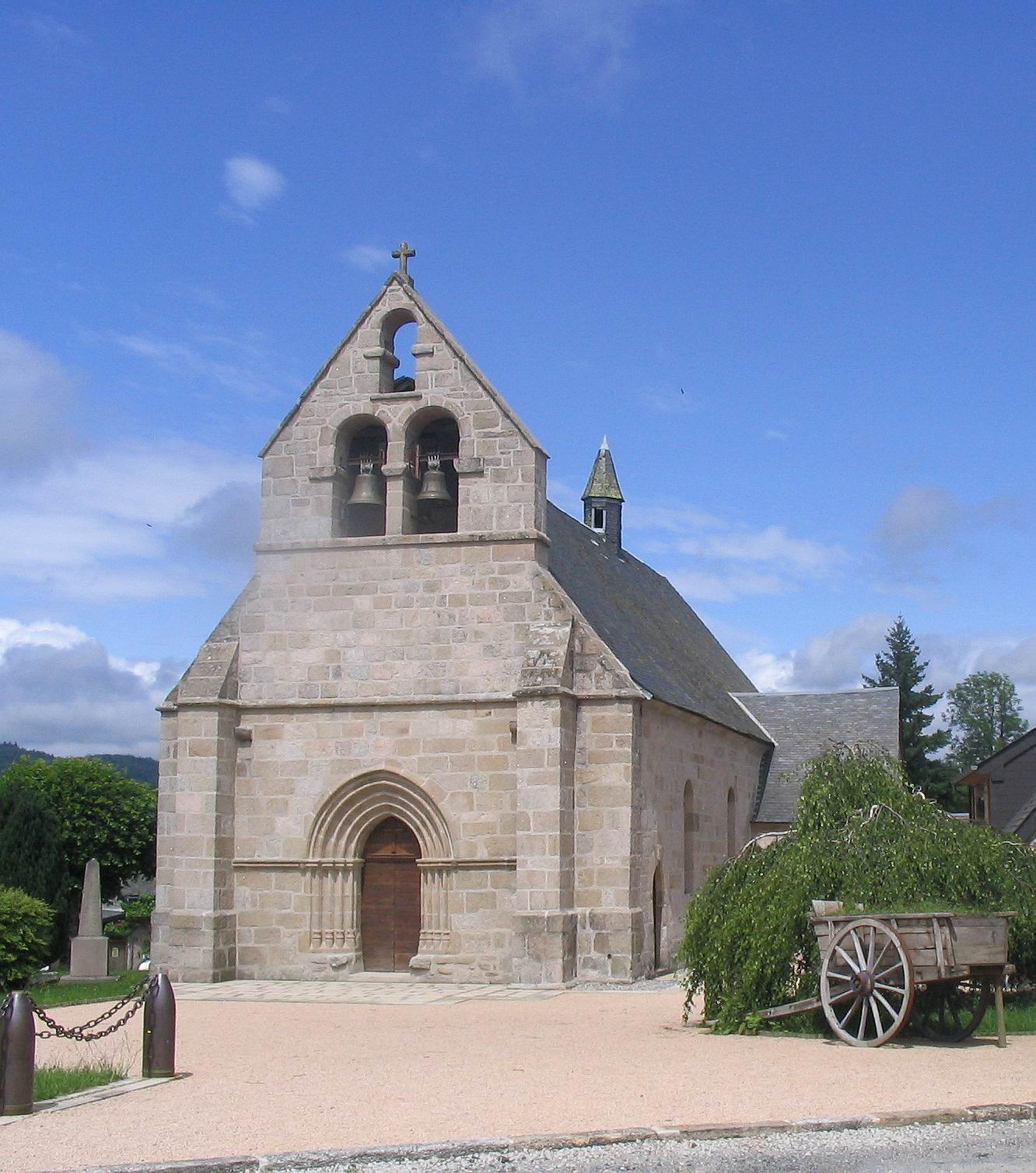
Kirche von Ambrugeat
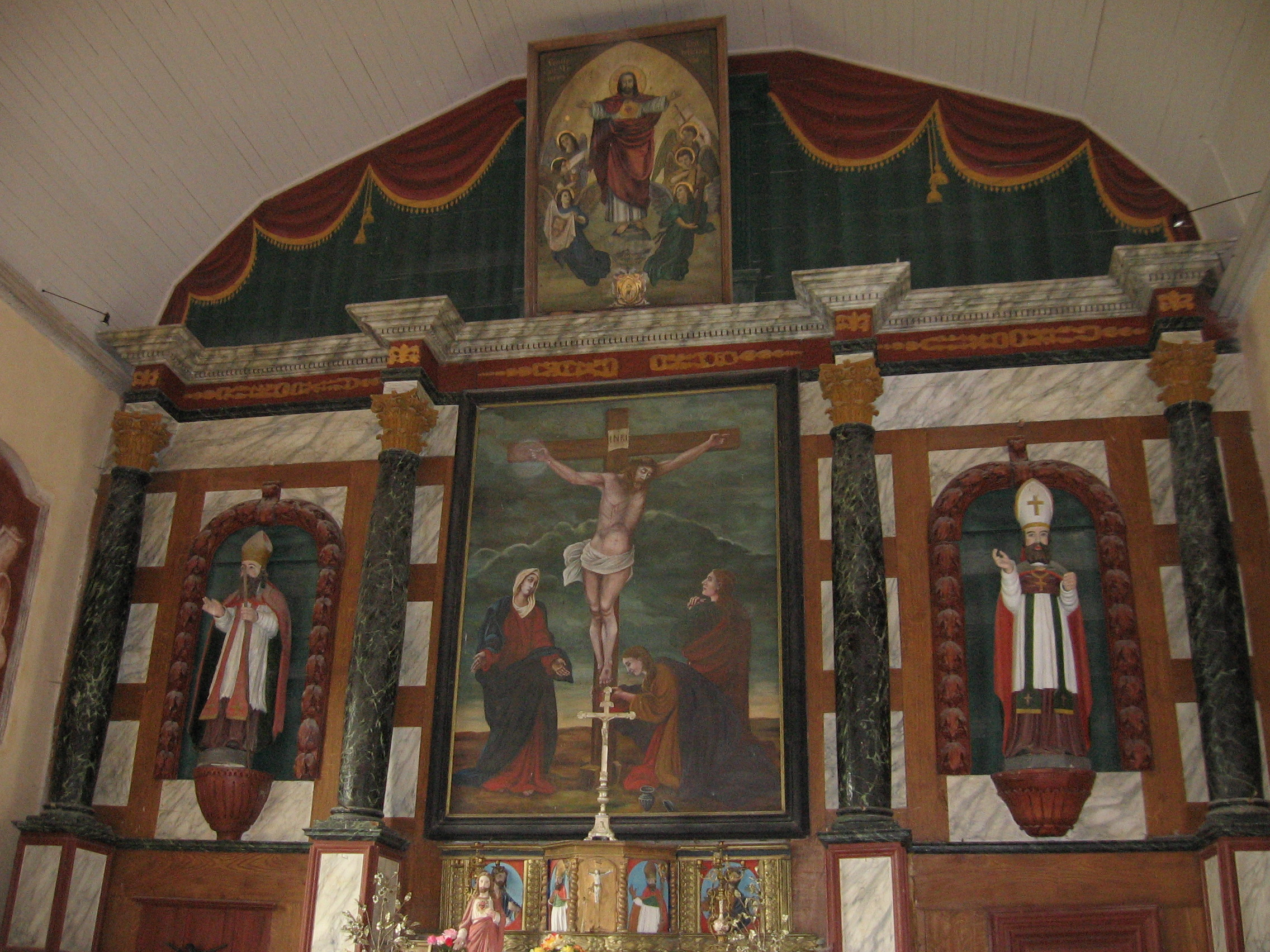
Altarretabel der Kirche
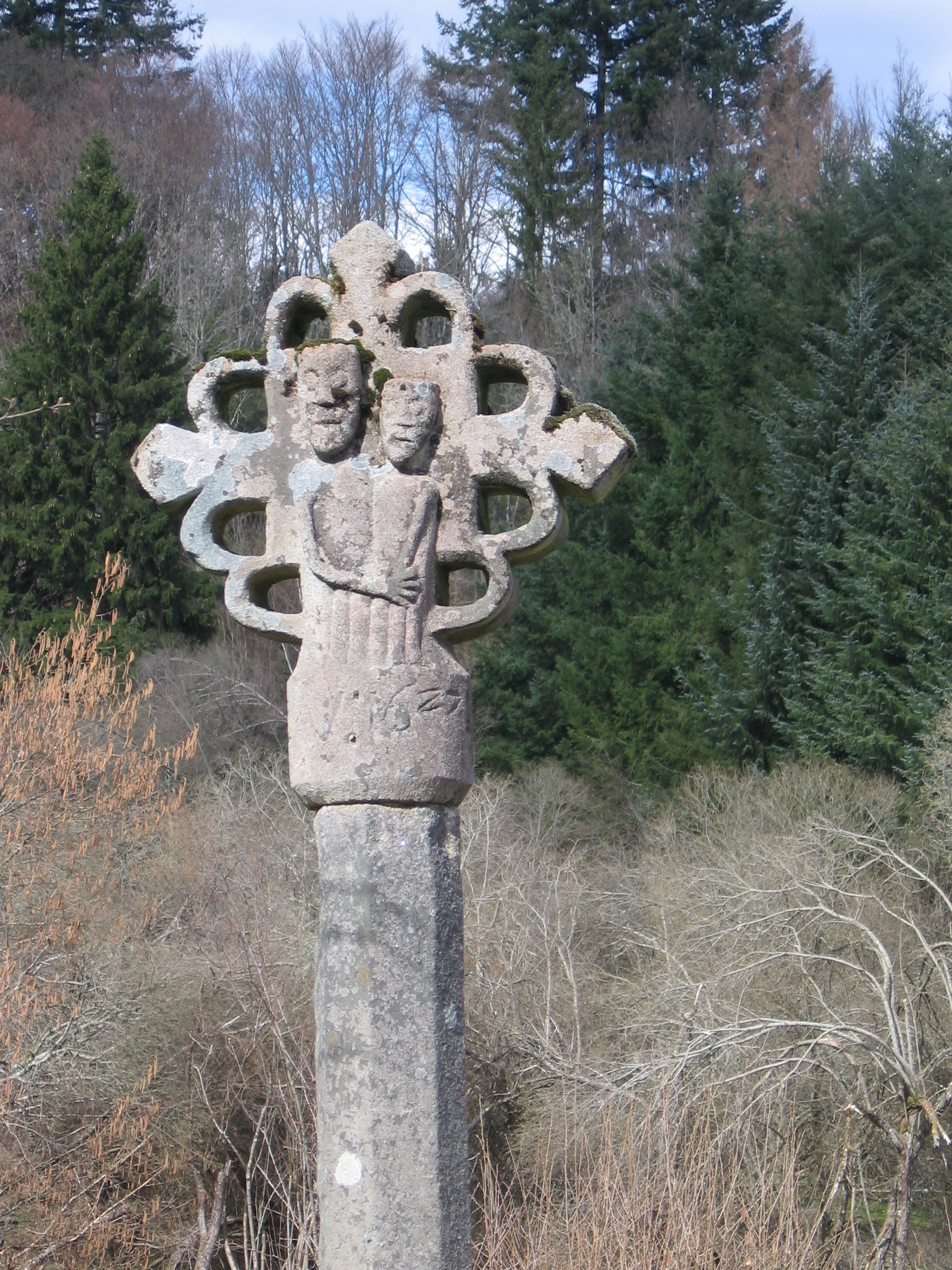
Monumentalkreuz